# Chopinovo letiště Varšava
Chopinovo letiště Varšava (IATA: WAW, ICAO: EPWA; polsky: Lotnisko Chopina w Warszawie) je mezinárodní veřejné civilní letiště, nacházející se v Okęcie, čtvrti Varšavy, hlavního města Polska. Letiště je pojmenováno po polsko-francouzském hudebním skladateli Frédéricu Chopinovi. Jedná se o největší polské letiště. Obsluhuje téměř 50 % polské osobní letecké dopravy. Nejbližším letištěm je letiště Varšava-Modlin, které je vzdálenější od centra a létají tam především nízkonákladové aerolinie.
Varšavské mezinárodní letiště odbavuje přibližně 100 pravidelných letů denně. K nejrušnějším mezinárodním spojům patří lety do Londýna, Paříže, Frankfurtu a Amsterdamu, mezi nejrušnější vnitrostátní destinace patří Krakov, Vratislav a Gdaňsk.
V roce 2018 letiště odbavilo 17,7 milionu cestujících a v roce 2022 letiště odbavilo 14,3 milionu cestujících.

## Historie

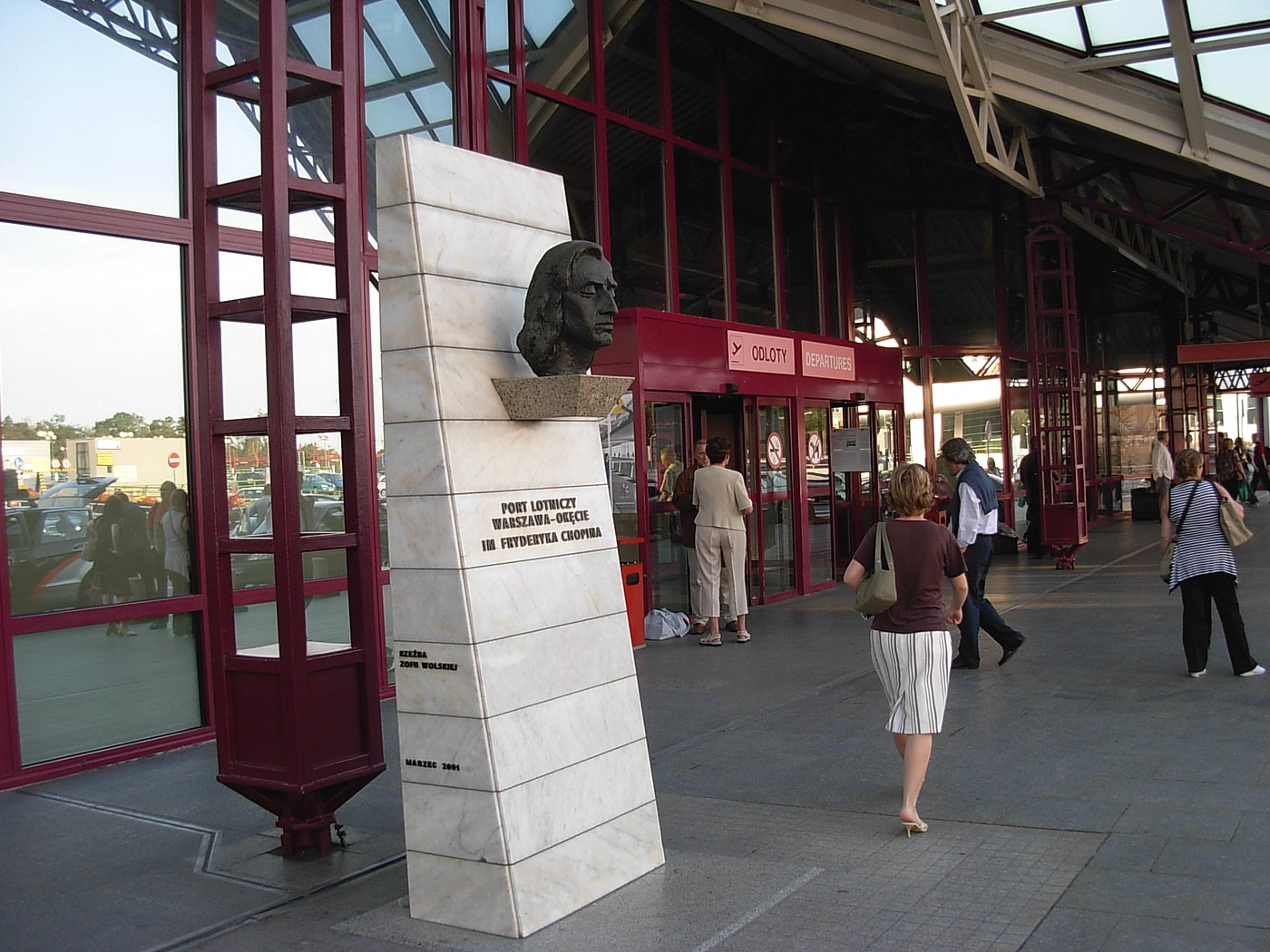
Busta Frédérica Chopina na Varšavském letišti

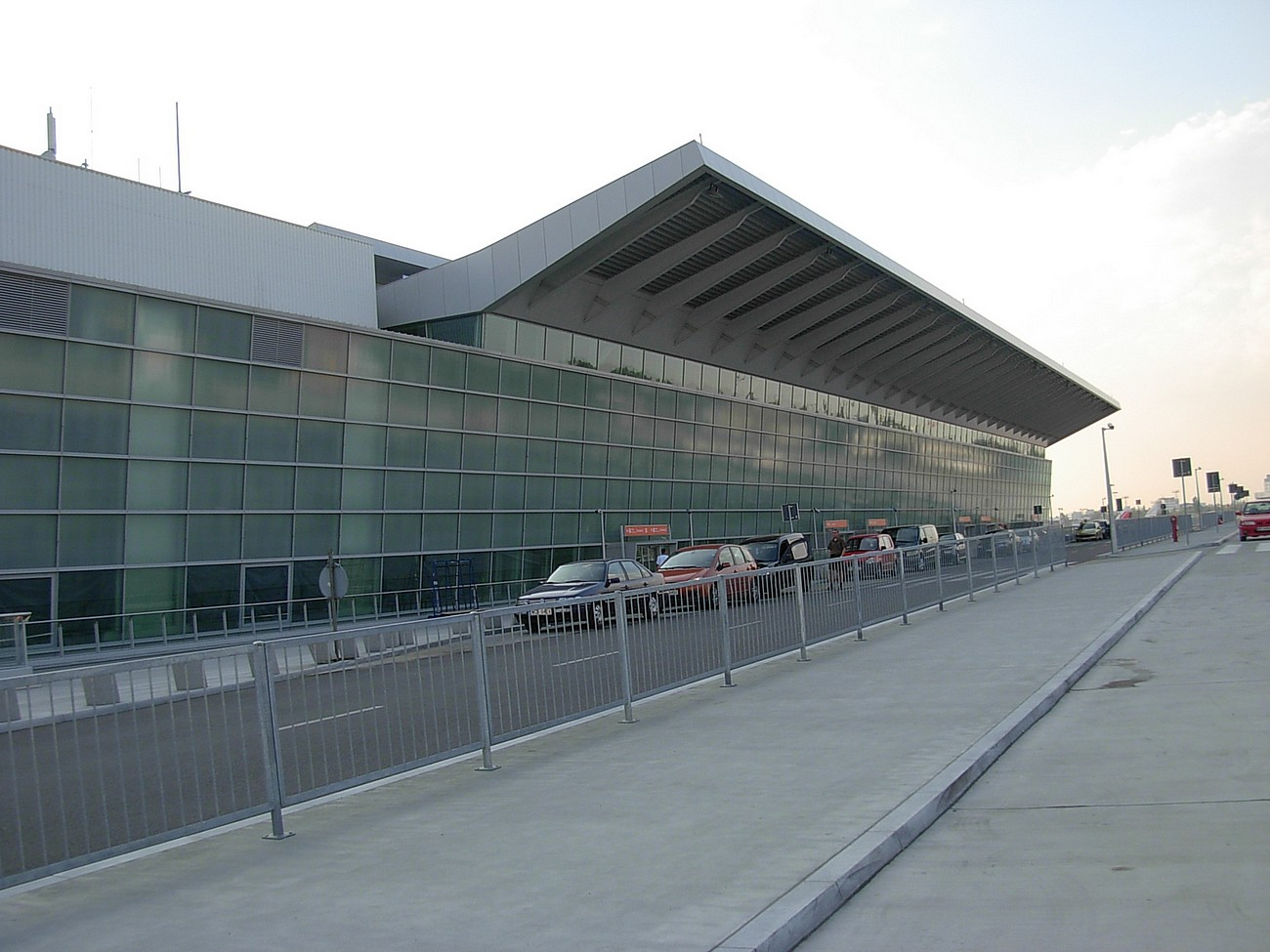
Exteriér terminálu T2

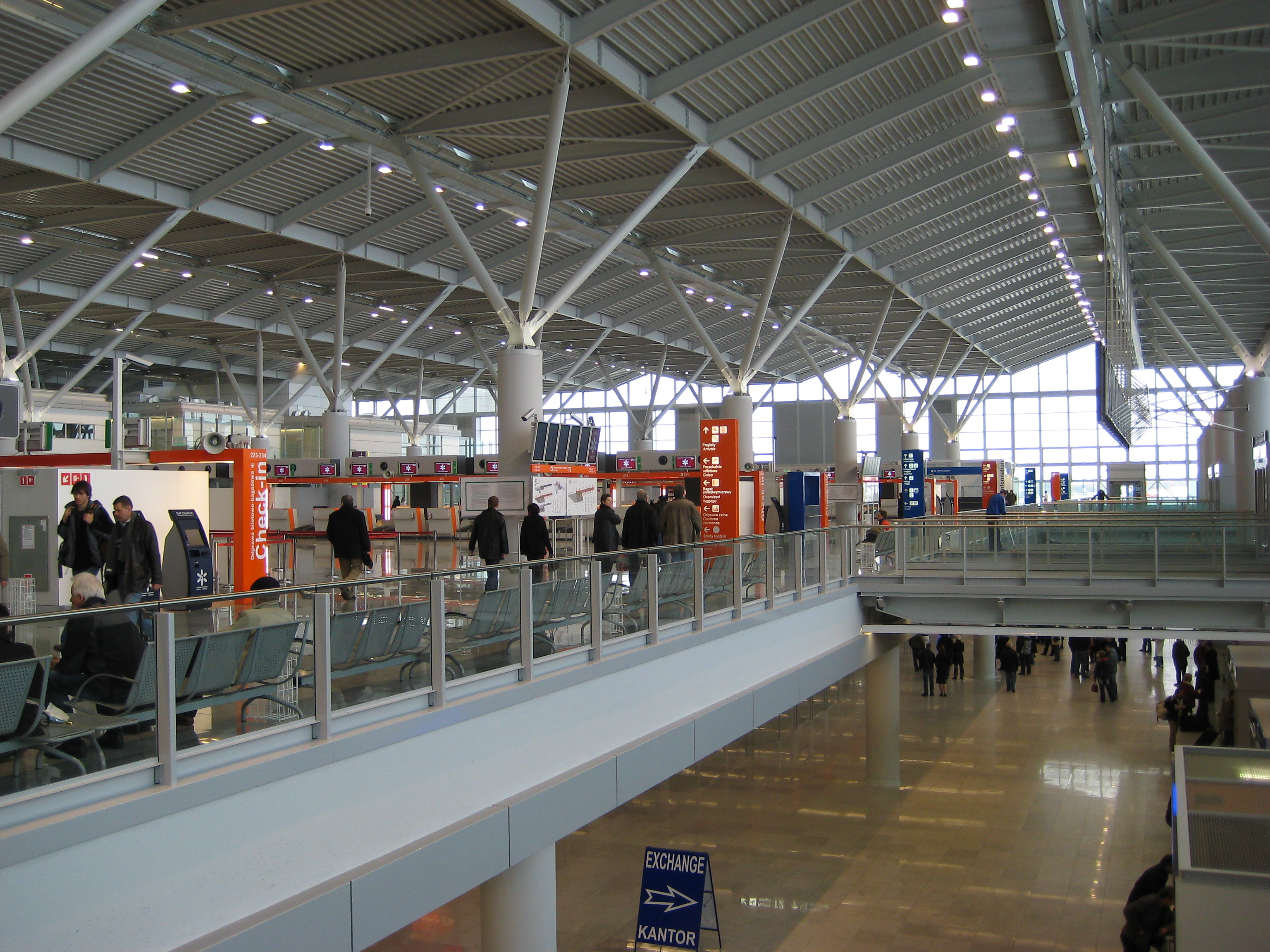
Interiér terminálu T2

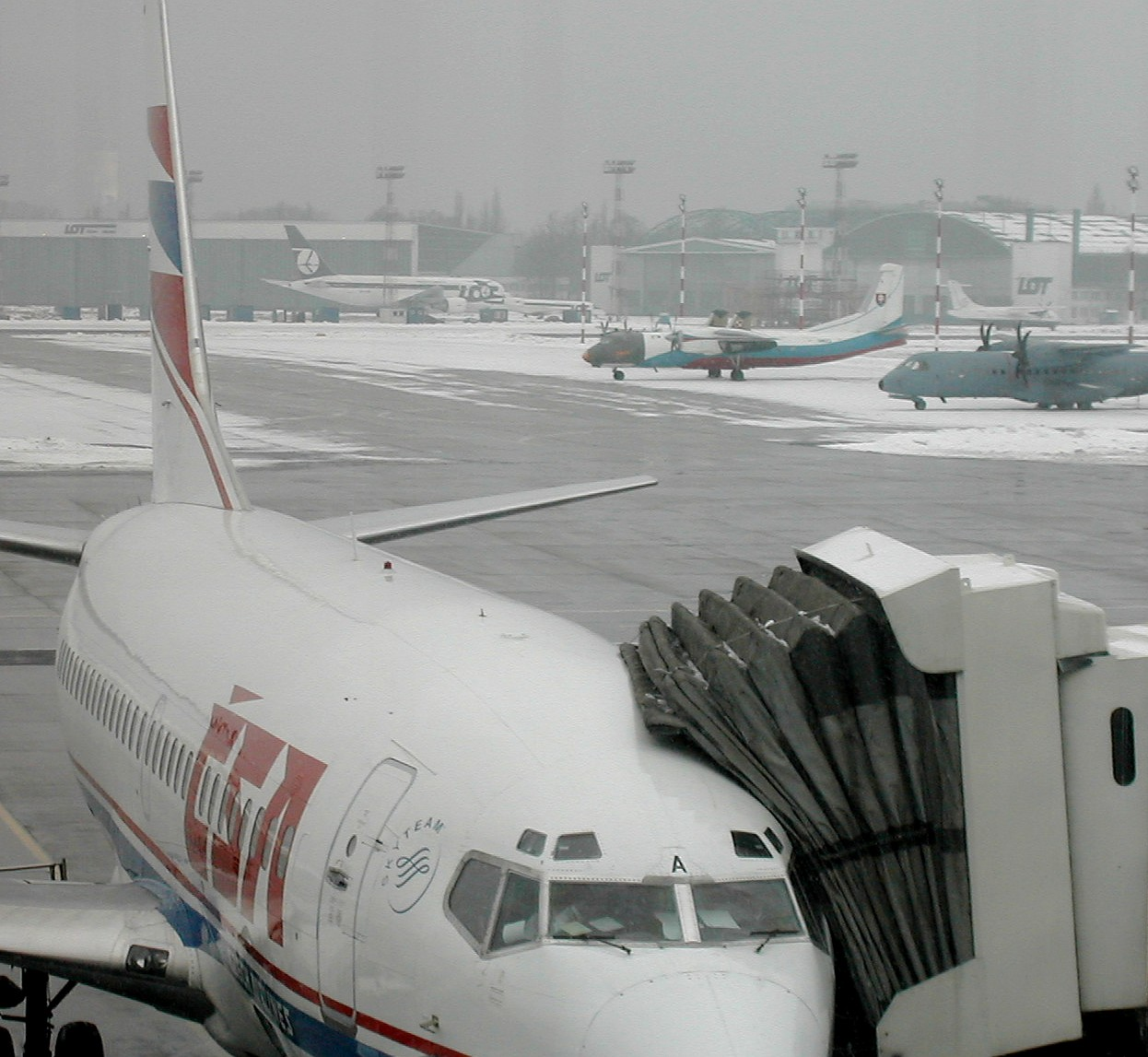
Boeing 737 společnosti České aerolinie na Chopinově letišti

Po roce 1918 bylo rozhodnuto přestat používat původní letiště Mokotów v lokalitě Pole Mokotowskie a místo něj postavit tři nová letiště: vojenské v Okęcie, civilní v Gocławi a sportovní v Bielanech. Letiště Mokotów v té době sloužilo jako vojenské i civilní letiště.
V regulačním plánu Varšavy z roku 1926 byly pro nové vojenské letiště přiděleny pozemky v Okęcie a Paluchu o rozloze 285 ha. Kvůli plánům na rozvoj lokality Pole Mokotowskie bylo rozhodnuto převést civilní osobní dopravu do lokality Okęcie. Mělo to být dočasné místo pro civilní letiště (do doby, než bude vybudováno nové letiště v Gocławi). 
Dne 29. dubna 1934 byl v Okęcie otevřen oficiálně nový terminál, který převzal veškerou osobní dopravu z letiště Mokotów. Během druhé světové války se často stávalo dějištěm bitvy mezi německými a polskými vojáky a bylo prakticky zničeno. Po osvobození bylo upuštěno od plánů na vybudování letiště v Gocławi a civilní letecká doprava byla obnovena v březnu 1945.
Později zahájily svůj provoz na letišti Okęcie polské aerolinie LOT. V roce 1956 převzala vláda správu letiště místo LOTu. V roce 1969 byl otevřen nový mezinárodní terminál s kapacitou 1 000 000 cestujících ročně. Vnitrostátní lety byly stále provozovány ze staré předválečné budovy. 
Dne 1. července 1992 byl otevřen nový terminál T1 s kapacitou 3,5 milionů cestujících ročně, který nahradil stávající komplex z komunistické éry. V březnu 2001 bylo varšavské letiště pojmenováno na počest polsko-francouzského pianisty a skladatele Frédérica Chopina. Od roku 2007 je v provozu nový terminál T2, který postupně přebírá významnou část provozu. V roce 2012 byla zahájena modernizace staré části terminálu A a dne 22. května 2015 proběhlo otevření této modernizované části. Byla zpřístupněna i prosklená a zastřešená vyhlídková terasa. V červnu 2019 bylo realizováno spuštění bran pro automatické odbavování pro cestující s biometrickými pasy.

## Terminály
V roce 2010 se struktura letiště radikálně změnila a z obou komplexů terminálů 1 a 2 se stal jeden nový terminál – terminál A, rozdělený na pět odbavovacích úseků (check-inů) (A, B, C, D, E) ve dvou hlavních halách. V komplexu je rozmístěno 45 vstupních bran, z nichž 27 slouží jako nástupní mosty.

### Jižní hala
Jižní hala, v níž se nachází odbavovací úseky A a B (původní terminál 1), byla postavena v roce 1992 s kapacitou pro 3,5 milionu cestujících ročně, aby nahradila stárnoucí komplex z komunistické éry. Kapacita haly zpočátku plně vyhovovala poptávce. V roce 2005 byla zrekonstruována a otevřena příletová hala ze 70. let 20. století a pod přezdívkou „Etiuda“ se stala dočasným terminálem pro nízkonákladové dopravce. V březnu 2009 byla hala opět uzavřena a dopravci v ní působící, hlavně členové skupiny SkyTeam, se přestěhovali do terminálu 1.

## Doprava na letiště
Letiště spojuje s varšavskými obvody pět veřejných autobusových linek procházejících klíčovými komunikačními uzly hlavního města a největších hotelů. Letiště je kromě toho obsluhováno dvěma linkami rychlé městské železnice (SKM Szybka Kolej Miejska) S2 a S3.

## Letecké společnosti a destinace
(Aktualizováno 23. dubna 2024.)
| Letecká společnost    | Destinace               | Destinace |
| --------------------- | ----------------------- | --- |
| Aegean Airlines       | Řecko                   | Athény |
| Air China             | Čína                    | Peking |
| Air France            | Francie                 | Paříž-Charlese de Gaulla |
| Austrian Airlines     | Rakousko                | Vídeň |
| British Airways       | Spojené království      | Londýn-Heathrow |
| Brussels Airlines     | Belgie                  | Brusel |
| Bulgaria Air          | Bulharsko               | Sezónně: Varna |
| Corendon Airlines     | Turecko                 | Sezónně: Antalya |
| El Al                 | Izrael                  | Tel Aviv |
| Emirates              | Spojené arabské emiráty | Dubaj |
| Ethiopian Airlines    | Etiopie                 | Addis Ababa (od 1. července 2024)                                                                                                 |
| Finnair               | Finsko                  | Helsinky |
| flydubai              | Spojené arabské emiráty | Dubaj |
| KLM                   | Nizozemsko              | Amsterdam |
| LOT                   | Albánie                 | Tirana |
| LOT                   | Arménie                 | Jerevan |
| LOT                   | Ázerbájdžán             | Baku |
| LOT                   | Belgie                  | Brusel |
| LOT                   | Bosna a Hercegovina     | Sarajevo |
| LOT                   | Bulharsko               | Sofie |
| LOT                   | Černá Hora              | Podgorica |
| LOT                   | Česko                   | Ostrava · Praha |
| LOT                   | Čína                    | Peking |
| LOT                   | Dánsko                  | Billund · Kodaň |
| LOT                   | Egypt                   | Káhira |
| LOT                   | Estonsko                | Tallinn |
| LOT                   | Francie                 | Nice · Paříž-Charlese de Gaulla \| sezónně: Štrasburk                                                                             |
| LOT                   | Gruzie                  | Tbilisi |
| LOT                   | Chorvatsko              | Záhřeb \| sezónně: Dubrovník · Split                                                                                              |
| LOT                   | Indie                   | Bombaj · Nové Dillí |
| LOT                   | Itálie                  | Benátky · Milán-Malpensa · Řím–Fiumicino                                                                                          |
| LOT                   | Izrael                  | Tel Aviv |
| LOT                   | Japonsko                | Tokio-Narita |
| LOT                   | Jižní Korea             | Soul |
| LOT                   | Kanada                  | Toronto |
| LOT                   | Kazachstán              | Astana |
| LOT                   | Libanon                 | Bejrút |
| LOT                   | Litva                   | Vilnius |
| LOT                   | Lotyšsko                | Riga |
| LOT                   | Lucembursko             | Lucemburk |
| LOT                   | Maďarsko                | Budapešť |
| LOT                   | Moldavsko               | Kišiněv |
| LOT                   | Německo                 | Berlín · Düsseldorf · Frankfurt · Hamburk · Mnichov · Stuttgart                                                                   |
| LOT                   | Nizozemsko              | Amsterdam |
| LOT                   | Norsko                  | Oslo |
| LOT                   | Polsko                  | Bydhošť · Gdaňsk · Katovice · Krakov · Lublin · Poznaň · Řešov · Štětín · Vratislav · Zelená Hora                                 |
| LOT                   | Rakousko                | Vídeň |
| LOT                   | Rumunsko                | Bukurešť · Kluž · Oradea (od 1. června 2024)                                                                                      |
| LOT                   | Řecko                   | Athény |
| LOT                   | Saúdská Arábie          | Rijád (od 4. června 2024) |
| LOT                   | Severní Makedonie       | Skopje |
| LOT                   | Slovensko               | Košice |
| LOT                   | Slovinsko               | Lublaň |
| LOT                   | Spojené arabské emiráty | Sezónně: Dubaj |
| LOT                   | Spojené království      | Londýn-Heathrow |
| LOT                   | Srbsko                  | Bělehrad |
| LOT                   | Španělsko               | Barcelona · Madrid |
| LOT                   | Švédsko                 | Göteborg · Stockholm |
| LOT                   | Švýcarsko               | Curych · Ženeva |
| LOT                   | Turecko                 | Istanbul |
| LOT                   | USA                     | Chicago · Los Angeles · Miami · New York-JFK · New York-Newark                                                                    |
| LOT                   | Uzbekistán              | Taškent |
| Lufthansa             | Německo                 | Frankfurt · Mnichov |
| Norwegian             | Norsko                  | Oslo |
| Pegasus Airlines      | Turecko                 | Ankara \| sezónně: Antalya · Izmir                                                                                                |
| PLAY                  | Island                  | Sezónně: Reykjavík |
| Qatar Airways         | Katar                   | Dauhá |
| Ryanair               | Belgie                  | Brusel-Charleroi |
| Ryanair               | Kypr                    | Pafos |
| Ryanair               | Rakousko                | Vídeň |
| Ryanair               | Spojené království      | Manchester |
| Ryanair               | Španělsko               | Alicante · Palma de Mallorca |
| Scandinavian Airlines | Dánsko                  | Kodaň |
| Sky Express           | Řecko                   | Athény |
| SunExpress            | Turecko                 | Antalya · Izmir |
| Swiss                 | Švýcarsko               | Curych |
| TAP Portugal          | Portugalsko             | Lisabon |
| Turkish Airlines      | Turecko                 | Istanbul |
| Wizz Air              | Albánie                 | Tirana |
| Wizz Air              | Belgie                  | Brusel-Charleroi |
| Wizz Air              | Bulharsko               | Sezónně: Burgas |
| Wizz Air              | Černá Hora              | Sezónně: Podgorica |
| Wizz Air              | Dánsko                  | Kodaň |
| Wizz Air              | Francie                 | Nice · Paříž-Orly \| sezónně: Grenoble                                                                                            |
| Wizz Air              | Gruzie                  | Kutaisi |
| Wizz Air              | Chorvatsko              | Split \| sezónně: Dubrovník |
| Wizz Air              | Itálie                  | Bari · Benátky · Bergamo · Bologna · Katánie · Neapol · Řím-Fiumicino \| sezónně: Olbia · Turín · Verona                          |
| Wizz Air              | Island                  | Reykjavík |
| Wizz Air              | Izrael                  | Tel Aviv |
| Wizz Air              | Kypr                    | Larnaka |
| Wizz Air              | Maďarsko                | Budapešť |
| Wizz Air              | Malta                   | Malta |
| Wizz Air              | Maroko                  | Sezónně: Marrákeš |
| Wizz Air              | Nizozemsko              | Eindhoven |
| Wizz Air              | Norsko                  | Sandefjord |
| Wizz Air              | Portugalsko             | Lisabon · Madeira · Porto |
| Wizz Air              | Řecko                   | Sezónně: Heráklion · Chania · Korfu · Rhodos · Santorini · Zakynthos                                                              |
| Wizz Air              | Spojené království      | Birmingham · Leeds · Liverpool · Londýn-Luton                                                                                     |
| Wizz Air              | Španělsko               | Alicante · Barcelona · Bilbao · Fuerteventura · Madrid · Málaga · Sevilla · Tenerife-jih · Valencie \| sezónně: Palma de Mallorca |
| Wizz Air              | Švédsko                 | Göteborg · Stockholm |
| Wizz Air              | Švýcarsko               | Basilej |